# Приморская армия ПВО
Приморская армия ПВО — армия ПВО в вооружённых силах СССР во время Великой Отечественной войны. Сформирована к концу апреля 1945 года на основании постановления ГКО от 14 марта 1945 года на базе районов ПВО Дальневосточной зоны ПВО, соединений и частей ПВО, передислоцированных из европейской части СССР.

## История и боевой путь
Армия сформирована к концу апреля 1945 года на основании постановления Государственного Комитета Обороны № 7228сс от 14 марта 1945 года и директивы Генштаба Красной Армии от 04.04.1945 года в составе Приморской группы войск (с 5 августа 1945 г. — 1-го Дальневосточного фронта) на базе управлений, соединений и частей Дальневосточной зоны ПВО и передислоцированных с западного ТВД соединений и частей.. Основная задача армии — прикрытие от ударов с воздуха городов Владивосток, Ворошилов, объектов, коммуникаций тыла, районов сосредоточения и группировки войск 1-го Дальневосточного фронта. Штаб армии размещался в Ворошилове.
Армия входила в состав войск 1-го Дальневосточного фронта. В августе 1945 года в боевом составе армии находились:
- 11-й корпус ПВО;
- 95-я дивизия ПВО;
- 96-я дивизия ПВО;
- 147-я истребительная авиационная дивизия ПВО[3]
- армейский полк связи.

Боевой состав армии включал: зенитную артиллерийскую дивизию, зенитную артиллерийскую бригаду, 4 истребительных авиационных полка, 4 зенитных артиллерийских полка, прожекторный полк, 7 отдельных зенитных артиллерийских дивизионов, два батальона ВНОС, 13 зенитных бронепоездов и другие части.
К началу августа 1945 года сформированная Приморская армия ПВО имела в своем составе один корпус ПВО, две дивизии ПВО и одну истребительную авиационную дивизию. С объявлением 8 августа 1945 года Советским Союзом войны милитаристской Японии Приамурская армия ПВО принимала участие в Харбино-Гиринской операции 1-го Дальневосточного фронта. Части ВНОС корпусов и дивизий ПВО вели разведку как воздушного, так и наземного противника, выдавали информацию о нём другим соединениям армии, 1-й Краснознамённой, 5-й, 25-й и 35-й армиям, 9-й воздушной армии. Части зенитной артиллерии принимали участие в артиллерийской подготовке, а в последующем — и поддержке наступающих войск. Авиационные полки армии ПВО осуществляли прикрытие объектов и войск патрулированием в воздухе и дежурством на аэродромах.

## Командный состав
- Командующий — генерал-лейтенант артиллерии А. В. Герасимов (апрель 1945 г. — до конца советско-японской войны).
- Член Военного совета — генерал-майор М. И. Мамонов (апрель 1945 г. — до конца советско-японской войны).
- Начальник штаба — генерал-майор артиллерии Г. Х. Чайлахян (апрель 1945 г. — до конца советско-японской войны).